# Euphaea superba
Euphaea superba – gatunek ważki z rodziny Euphaeidae.